# 李旻 (高爾夫運動員)
李旻（1995年6月3日—），女，桃園縣人，台灣職業高爾夫球運動員。2021年為第七年於LPGA奮戰。曾代表中華台北隊參加2020年夏季奧林匹克運動會。

## 外部連結
- 李旻 (高爾夫運動員)在LPGA巡回赛官方网站
- 李旻在女子高爾夫世界排名官方網站
- 台灣女子高爾夫協會 會員資料 （页面存档备份，存于）
- 李旻的Facebook專頁 （页面存档备份，存于）
- 李旻的Instagram帳戶